# ماری بارتلت
ماری بارتلِت (انگلیسی: Murray Bartlett؛ زادهٔ ۲۰ مارس ۱۹۷۱) هنرپیشهٔ اهل استرالیا است. از نقش‌آفرینی‌های او می‌توان به بازی در مجموعهٔ تلویزیونی در جستجو و فیلم‌های دختر با احتمال زیاد، سوزن اشاره کرد.

## زندگی شخصی
مجلهٔ اوت در گزارشی در سال ۲۰۱۴ به همجنس‌گرایی بارتلت اشاره کرد.